# Aniksosaurus
Aniksosaurus (що означає «весняна ящірка», від новогрецького Άνοιξη, «весна», посилаючись на той факт, що він був знайдений 21 вересня 1995 року, на початку весни в південній півкулі) — рід динозаврів із території сучасної провінції Чубут, Аргентина. Це був теропод, зокрема целрозавр, який жив у сеноманському та туронському крейдяному періоді, між 96–91 мільйоном років тому. Типовий вид, Aniksosaurus darwini, був офіційно описаний Рубеном Даріо Мартінесом і Фернандо Еміліо Новасом у формації Бахо-Барреаль у басейні затоки Сан-Хорхе у 2006 році; ця назва вперше була введена в 1995 році та повідомлена в літературі в 1997 році.

## Опис
Типовий зразок MDT-PV 1/48, виявлений у формації Бахо-Барреаль, складається з шарнірної правої задньої кінцівки, яка включає стегнову кістку, малогомілкову кістку, гомілкову кістку та стопу. Найдовша стегнова кістка, виявлена для цього роду, має 247 мм, а найдовша гомілкова кістка – 270 мм. У середньому гомілкова кістка на 13% довша за стегнову кістку анікзозавра, адаптація, яка тісно пов’язана з розвитком звичок руху динозаврів. Мартінес і Новас (2006), ґрунтуючись на вимірюванні стегнової кістки, спочатку припустили, що Aniksosaurus darwini мав приблизно 2 метри в довжину, 70 см у висоту в стегнах і важив до 65 кілограмів. Однак останні оцінки свідчать про те, що загальна довжина тіла становить від 2 до 3 метрів, а вага — від 35 до 45 кілограмів.